# Veľké Zlievce
Veľké Zlievce (allemand : Großzellowitz,  hongrois : Felsőzellő) est un village de Slovaquie situé dans la région de Banská Bystrica.

## Histoire
La première mention écrite du village date de 1248.
La localité fut annexée par la Hongrie après le premier arbitrage de Vienne le 2 novembre 1938. En 1938, on comptait 751 habitants dont 11 d'origine juive. Elle faisait partie du district de Szécsény (hongrois : Szécsényi járás). Le nom de la localité avant la Seconde Guerre mondiale était Veľké Zlievce/Nagy-Zellő. Durant la période 1938 - 1945, le nom hongrois Felsőzellő était d'usage. À la libération, la commune a été réintégrée dans la Tchécoslovaquie reconstituée.

## Démographie

### Évolution de la population
| Année:               | 1994. | 2004.   | 2014.   | 2024.   |
| -------------------- | ----- | ------- | ------- | ------- |
| Nombre de personnes: | 481   | 512     | 509     | 470     |
| Différence:          |       | +6,44 % | -0,58 % | -7,66 % |

| Année:               | 2023. | 2024.   |
| -------------------- | ----- | ------- |
| Nombre de personnes: | 478   | 470     |
| Différence:          |       | -1,67 % |